# Hookeria albata
Hookeria albata là một loài Rêu trong họ Hookeriaceae. Loài này được Müll. Hal. mô tả khoa học đầu tiên năm 1851.